# 麻生站 (岐阜縣)
麻生站（日语：／ Asō eki */?）是位於岐阜縣揖斐郡大野町黑野，名古屋鐵道揖斐線的鐵道車站（廢站）。

## 歷史
- 1928年（昭和3年）12月20日 - 美濃電氣軌道（日语：美濃電気軌道）北方線黑野站至本揖斐站之間開業，此站啟用[3][4][5][6]。
- 1930年（昭和5年）8月20日 - 美濃電氣軌道與名古屋鐵道（第一代。同年中改名為名岐鐵道，在1935年起再改名為名古屋鐵道）合併。成為名古屋鐵道揖斐線的車站[4]。
- 1944年（昭和19年） - 車站暫停營業[4][5][6]。
- 1969年（昭和44年）4月5日 - 車站正式廢除[4][5][6]。

## 車站構造
截至車站廢除前，此站是地面車站，設有1面1線的單式月台。

## 車站周邊

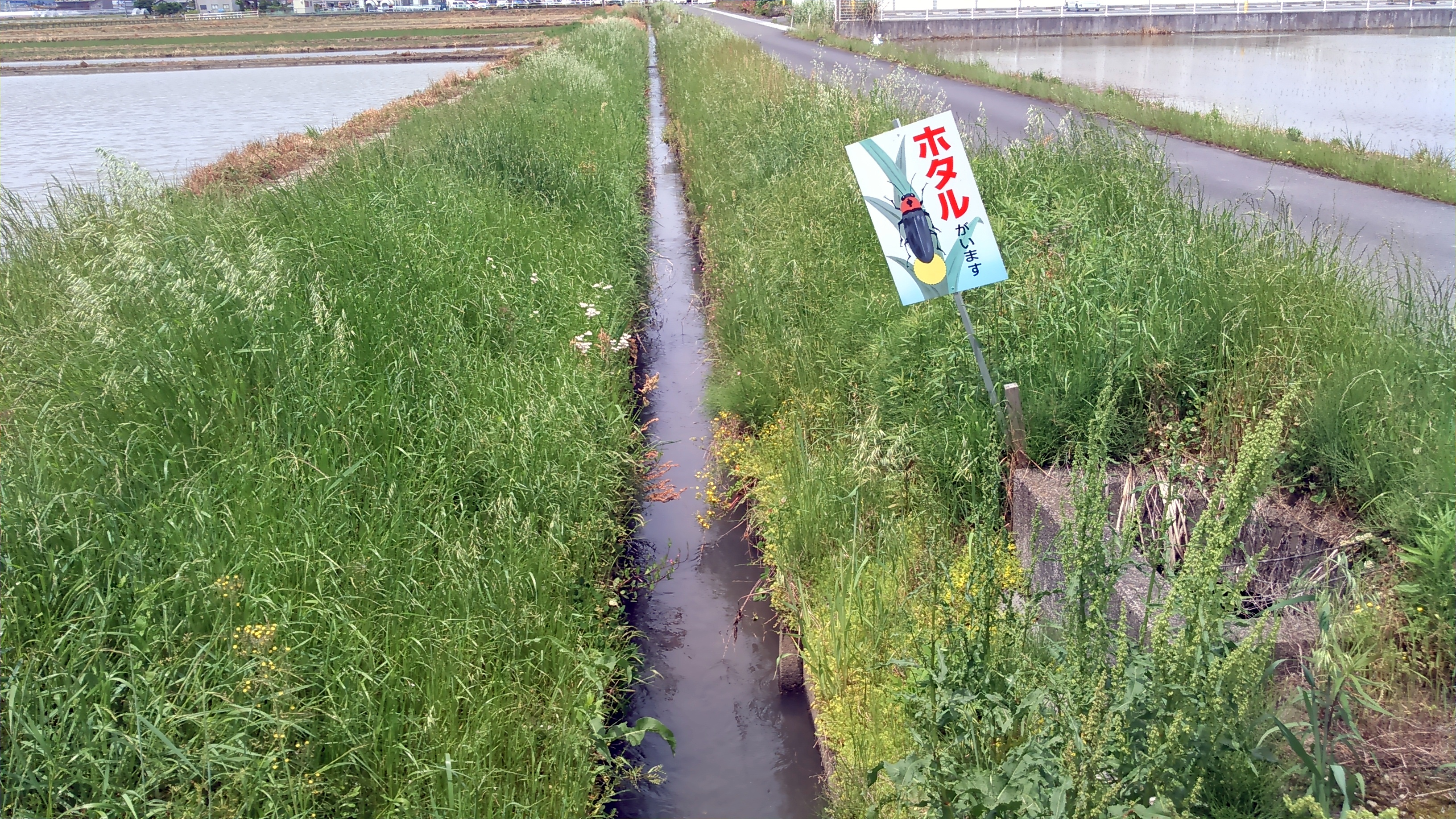
在麻生站附近的螢火蟲棲息地告示牌
（2017年5月）

車站遺址附近設有螢火蟲棲息地告示牌（參見右圖）。另外，揖斐川町社區巴士「平和堂前巴士站」也在鄰近位置。

## 相鄰車站
名古屋鐵道
揖斐線
黑野－麻生－中之元

## 注腳
1. ↑  鉄道停車場一覧. 昭和12年10月1日現在 （页面存档备份，存于） 國立國會圖書館數碼化收藏 2019年2月9日參閱。
2. ↑  國土地理院2.5萬地形圖「池野」，1947年(昭和22年)第二次修正版
3. ↑  「地方鉄道運輸開始」《官報》1928年12月27日（國立國會圖書館數碼化收藏）
4. 1 2 3 4  . 鄉土出版社（日语：郷土出版社）. 1997: 220–230. ISBN 4-87670-097-4 （日语）.
5. 1 2 3  今尾惠介（監修）.  7 東海. 新潮社. 2008: 53. ISBN 978-4-10-790025-8 （日语）.
6. 1 2 3  德田耕一. . JTB Can Books. JTB出版. 2005: 144. ISBN 978-4-53305-883-7 （日语）.
7. ↑  名阪近鐵巴士（日语：名阪近鉄バス）.  (PDF). 揖斐川町. 2015年9月1日  [2017年5月18日]. （原始内容存档 (PDF)于2017年5月17日） （日语）.